# حسینعلی ترکی هرچگانی
حسین‌علی ترکی هرچگانی (۶ مهر ۱۳۲۷ – ۶ بهمن ۱۳۶۰) نظامی ایرانی بود، که در سالهای نخست جنگ ایران و عراق، از اعضای سپاه پاسداران انقلاب اسلامی به‌شمار می‌آمد و فرماندهی لشکر ۱۷ علی بن ابی‌طالب را برعهده داشت. وی پس از انقلاب مسئولیت‌هایی  مانند معاونت عملیات سپاه چهارمحال و بختیاری را عهده‌دار بود و با آغاز جنگ به شوش رفت و فرماندهی محور عملیاتی شوش را برعهده گرفت. ترکی در بهمن ۱۳۶۰ در منطقه شوش بر اثر اصابت ترکش خمپاره نیروهای عراقی کشته شد.

## زندگی‌نامه
حسینعلی ترکی در ششم مهرماه سال ۱۳۲۷ در خانواده‌ای مذهبی در روستای هرچگان از توابع شهرستان شهرکرد زاده شد. پدرش عبدالمناف؛ کشاورز و مادرش معصومه؛ خانه‌دار بود. ترکی دوران تحصیلات ابتدایی را در روستای خود به اتمام رساند و به‌علت نبودن مدرسه راهنمایی در روستا برای ادامه تحصیل به شهر نافچ نقل مکان کرد. با توجه به عدم امکانات ایاب و ذهاب و مشکلات اقتصادی، بیشتر از یک سال درس را ادامه نداد و برای کمک به خانواده در تأمین معاش زندگی، ترک تحصیل کرد و به کارگری و کشاورزی مشغول شد.

## قبل از انقلاب
ترکی قبل از انقلاب ۱۳۵۷، در اداره برنامه و بودجه تهران استخدام شد. اما پس از مدتی بنا به مخالفتش با مدیریت اداره برنامه و بودجه از آنجا استعفا کرد و در شرکت ذوب آهن اصفهان مشغول به کار شد و همزمان، با اتوبوس شخصی خود، کارکنان چهارمحالی شاغل در این کارخانه را نیز جابه‌جا می‌کرد.

## پس از انقلاب
پس از وقوع انقلاب، حسینعلی ترکی در ۳ خرداد ۱۳۵۸ به عضویت سپاه پاسداران انقلاب اسلامی درآمد. او از بنیانگذاران سپاه شهرکرد بود. وی مدتی پس از عضویت در سپاه، به همراه گروهی به منطقه بازفت رفت و سپاه بازفت را نیز تشکیل داد.

## جنگ ایران و عراق
با آغاز جنگ ایران و عراق در ۳۱ شهریور ۱۳۵۹ با درخواست سپاه خوزستان برای اعزام نیرو به آنجا، ترکی در اوایل مهرماه همراه با کاروانی سیزده نفره که خود فرماندهی‌شان را برعهده داشت، به خوزستان رفت و ابتدا در اهواز و بعد در شوش مستقر شد و پس از مدتی با همراهی مجید بقایی و مرتضی صفاری، محور عملیاتی شوش را تشکیل داد و فرماندهی محور شوش را برعهده گرفت. بیشتر نیروهای ترکی که در شوش حضور داشتند، بعدها تیپ ۴۴ قمر بنی‌هاشم را تشکیل داده‌اند. 
برخی معتقدند تلاش‌های ترکی و نیروهایش باعث جلوگیری از سقوط شوش شد. ترکی در طول فرماندهی‌اش بر محور شوش، چندین عملیات بر علیه ارتش عراق انجام داد.

## کشته شدن
پس از عملیات طریق‌القدس و با تشکیل تیپ ۱۷ علی ابن ابی طالب، ترکی در اواسط دی ۱۳۶۰ با پیشنهاد حسن باقری، فرمانده تیپ ۱۷ علی ابن ابیطالب شد اما مدتی بعد در ششم بهمن ۱۳۶۰، با سمت فرمانده تیپ ۱۷ علی‌ابن ابیطالب و محور شوش، در حالی که سوار بر موتور برای تدارک آماده‌سازی طرح عملیات فتح‌المبین به قرارگاه کربلا می‌رفت، در جاده دزفول به شوش مورد اصابت ترکش خمپاره قرار گرفت و پس از انتقال به بیمارستان نظام مافی شوش بر اثر شدت جراحات، کشته شد.